# Settimana Coppi e Bartali
La Settimana Coppi e Bartali (oficialmente: Settimana Internazionale di Coppi e Bartali) es una carrera ciclista profesional por etapas italiana que se disputa en el mes de marzo.
Se disputa desde 1984 al principio con el nombre de Settimana Ciclistica Internazionale (1984-1987) y después con el de Memorial Cecchi Gori (1999-2000). Tradicionalmente se ha disputado la última semana de marzo y desde el año 2000 cuenta con 5 días de competición. Además, en el 2002 se introdujo un doble sector con una contrarreloj por equipos en la etapa 1ªb. Desde la creación de los Circuitos Continentales UCI en 2005 forma parte del UCI Europe Tour, dentro de la categoría 2.1.
Está organizada por el Gruppo Sportivo Emilia.

## Palmarés
| Año                                            | Ganador              | Segundo              | Tercero              |
| ---------------------------------------------- | -------------------- | -------------------- | -------------------- |
| Settimana Ciclistica Internazionale            |                      |                      |                      |
| 1984                                           | Moreno Argentin      | Stephan Mutter       | Johan van der Velde  |
| 1985                                           | Laurent Fignon       | Bruno Wojtinek       | Giuseppe Saronni     |
| 1986                                           | Giuseppe Saronni     | Moreno Argentin      | Federico Ghiotto     |
| 1987                                           | Maurizio Rossi       | Daniele Caroli       | Rolf Sørensen        |
| 1988                                           | Adriano Baffi        | Giuseppe Saronni     | Camillo Passera      |
| 1989                                           | Bruno Leali          | Pierino Gavazzi      | Steven Rooks         |
| 1990                                           | Rolf Sørensen        | Steven Rooks         | Claudio Chiappucci   |
| 1991                                           | Phil Anderson        | Giuseppe Petito      | Maximilian Sciandri  |
| 1992                                           | Moreno Argentin      | Alex Zülle           | Phil Anderson        |
| 1993                                           | Michele Bartoli      | Luboš Lom            | Paolo Fornaciari     |
| 1994                                           | Rodolfo Massi        | Michele Coppolillo   | Yevgueni Berzin      |
| 1995 edición no disputada                      |                      |                      |                      |
| 1996                                           | Gabriele Colombo     | Adriano Baffi        | Maurizio Fondriest   |
| 1997                                           | Roberto Petito       | Claudio Chiappucci   | Alessandro Bertolini |
| 1998 edición no disputada Memorial Cecchi Gori |                      |                      |                      |
| 1999                                           | Romāns Vainšteins    | Gianmario Ortenzi    | Paolo Bettini        |
| 2000                                           | Paolo Bettini        | Wladimir Belli       | Marco Velo           |
| Settimana Internazionale di Coppi e Bartali    |                      |                      |                      |
| 2001                                           | Ruslan Ivanov        | Dario Frigo          | Freddy González      |
| 2002                                           | Francesco Casagrande | Peter Luttenberger   | Cadel Evans          |
| 2003                                           | Mirko Celestino      | Francesco Casagrande | Franco Pellizotti    |
| 2004                                           | Giuliano Figueras    | Mirko Celestino      | Michele Scarponi     |
| 2005                                           | Franco Pellizotti    | Mauro Facci          | Damiano Cunego       |
| 2006                                           | Damiano Cunego       | Vincenzo Nibali      | Mario Aerts          |
| 2007                                           | Michele Scarponi     | Riccardo Riccò       | Luca Pierfelici      |
| 2008                                           | Cadel Evans          | Stefano Garzelli     | Vincenzo Nibali      |
| 2009                                           | Damiano Cunego       | Cadel Evans          | Massimo Giunti       |
| 2010                                           | Ivan Santaromita     | Przemysław Niemiec   | José Serpa           |
| 2011                                           | Emanuele Sella       | Diego Ulissi         | Stefano Pirazzi      |
| 2012                                           | Jan Bárta            | Bartosz Huzarski     | Diego Ulissi         |
| 2013                                           | Diego Ulissi         | Damiano Cunego       | Miguel Ángel Rubiano |
| 2014                                           | Peter Kennaugh       | Dario Cataldo        | Matteo Rabottini     |
| 2015                                           | Louis Meintjes       | Benjamin Swift       | Matija Kvasina       |
| 2016                                           | Serguéi Firsánov     | Mauro Finetto        | Gianni Moscon        |
| 2017                                           | Lilian Calmejane     | Toms Skujiņš         | Egan Bernal          |
| 2018                                           | Diego Rosa           | Bauke Mollema        | Richard Carapaz      |
| 2019                                           | Lucas Hamilton       | Damien Howson        | Nick Schultz         |
| 2020                                           | Jhonatan Narváez     | Andrea Bagioli       | João Almeida         |
| 2021                                           | Jonas Vingegaard     | Mikkel Honoré        | Nick Schultz         |
| 2022                                           | Edward Dunbar        | Ben Tulett           | Marc Hirschi         |
| 2023                                           | Mauro Schmid         | James Shaw           | Ben Healy            |
| 2024                                           | Koen Bouwman         | Archie Ryan          | Diego Ulissi         |
| 2025                                           |                      |                      |                      |

## Palmarés por países
| País            | Victorias |
| --------------- | --------- |
| Italia          | 22        |
| Australia       | 3         |
| Francia         | 2         |
| Dinamarca       | 2         |
| Reino Unido     | 2         |
| Letonia         | 1         |
| Moldavia        | 1         |
| República Checa | 1         |
| Sudáfrica       | 1         |
| Rusia           | 1         |
| Ecuador         | 1         |
| Irlanda         | 1         |
| Suiza           | 1         |
| Países Bajos    | 1         |